# 花嫁吸血魔
『花嫁吸血魔』（はなよめきゅうけつま）は、1960年8月27日に新東宝が公開した日本の怪奇映画。並木鏡太郎監督、池内淳子主演。白黒、80分、新東宝スコープ。

## あらすじ
ニュー東京舞踊学佼の生徒・白井藤子は、他の生徒の恋人たちの注目を集めたり、主役に選ばれたりしたため、彼女たちから恨まれる。
ある日、篠原英子、滝内喜代子、玉木里枝、光武早苗の4人のうち、早苗を除く3人は共謀して藤子を崖から落とす。藤子は生き延びたものの、女優への道をあきらめざるを得ず、母親は自殺する。藤子は母親の遺書をもとに、深山の岩屋の奥に住む曾祖母・お琴の元を訪ねる。彼女は平安時代から続く陰陽師の名門・影山家のお家再興を夢見て、コウモリの生き血をすすり、その霊力で数百年生き永らえていた。そして、お琴は復讐を提言し、霊力で藤子を毛むくじゃらの怪物にする。
その後、喜代子と英子は、藤子に似た影山小夜子という美女を目撃するが、後に小夜子によって殺される。さらに、里枝も結婚式の場で小夜子に襲われる。

## 解説
池内淳子が怪物役を演じて話題となった怪奇映画である。当時の池内は新東宝からデビューして脚光を浴びていたが、柳沢真一と結婚して1957年に芸能界を引退し、1958年に離婚して新東宝で女優に復帰したところ、「結婚に反対であった新東宝社長の大蔵貢から冷遇され、本作のような毛むくじゃらの怪物という不本意な役も泣く泣く引き受けなければならなかった」や、「池内は後に新東宝より本作のフィルムを買い取り、焼却処分してしまった」などと噂された。
しかし、経営末期の新東宝としては、とくに池内だけが怪物やお化けを演じさせられていたわけではなく、他の女優たちも同様の扱いを受けていた。実際のところは、当時の「エログロ路線」の一環として、池内にもこういう役周りが巡ってきたもののようである。小林悟監督も、「嫌がらせなら映画に出さないで、飼い殺しみたいにして、逆に仕事を全然させない」と述べ、この噂を否定している。
華やかな映画界を舞台とした劇中には、映画のスタジオやロケバス、俳優が行き交う映画の撮影風景が描写されている。これらのシーンは、当時の新東宝の敷地や設備を使って撮影されている。

## 宣伝文句
公開当時、各劇場には本作の「宣伝ポイント」として、
- 「純情池内淳子が、今までの殻を打ち破って、吸血魔と化して友人たちに復讐するという美貌のヒロインという難役を体当たりで熱演するほか、フレッシュガール三田泰子以下、瀬戸麗子、矢代京子、天草博子等の華麗な女優陣と、ハンサムタワーズの寺島達夫、高宮敬二等の魅力男性陣が夫々適役を得て好演する豪華娯楽大作です」
- 「友人たちに恨みを抱かれて死に追いやられた美貌のヒロインが、吸血魔と化して次々と復讐していくという全編を奇怪な殺人事件のスリルとサスペンスで彩った異色戦慄編です」

との説明文が配られた。文章は「以上の2点を強く且つ大きく訴えていただきます」と締められ、池内の本格女優復帰を強く打ち出す内容となっている。

## スタッフ
- 製作 - 大蔵貢
- 企画 - 津田勝二
- 原案 - 七条門
- 監督 - 並木鏡太郎
- 脚本 - 長崎一平
- 撮影 - 吉田重業
- 美術 - 小汲明
- 音楽 - 阿部皓哉
- 照明 - 秋山清幸
- 録音 - 沼田春雄
- 助監督 - 勝俣真喜治、西崎新
- 製作主任 - 川口倫二

## キャスト
- 白井藤子（舞踊学校の女学生） / 影山小夜子（謎の美人スター）：池内淳子
- 滝内喜代子：天草博子 - 藤子の級友。後に映画スターになる。
- 篠原英子：瀬戸麗子 - 藤子の級友。新聞記者大田の恋人で、後にモデルになる。
- 玉木里枝：三田泰子 - 藤子の級友。光武貞夫に好意をもつため、藤子を憎む。
- 光武早苗：矢代京子 - 藤子の級友。
- 光武貞夫：寺島達夫 - 新聞記者で、早苗の兄。藤子に好意を寄せるが、里枝と結婚する。
- 大田基保：高宮敬二 - 新聞記者で、光武の同僚。篠原英子の恋人だが、藤子に心変わりする。
- 白井道子：津路清子 - 藤子の母。
- お琴様：五月藤江 - 山中の屋敷に住む老婆で陰陽師。藤子の曾祖母に当たる。
- 捨助：由木城太郎 - お琴に従う下男。「ノートルダムのせむし男」風の風貌である。
- 校長女史：山下明子 - 藤子が通う舞踊学校の校長。
- 作曲家石山：西一樹 - 滝内喜代子と結婚する。
- 玉木里枝の父親：国創典 - 里枝の実家で結婚式を取り仕切る。
- 映画監督：岡竜光 - 藤子を映画女優に抜擢する。
- 村長：秋山要之助 - 里枝の実家のある村の村長。

## 映像ソフト化
1999年5月1日にVHSがキネマ倶楽部より通販限定で発売された。その後、2001年にはバップからDVDが発売されている。